# Juan Rezzano
Juan Rezzano (Génova, Italia; 5 de junio de 1895 – Buenos Aires; 11 de febrero de 1979 ), cuyo nombre completo era Juan Bautista Domingo Rezzano, fue un bandoneonista, director de orquesta y compositor nacido en Italia que desarrolló su carrera profesional en Argentina.

## Actividad profesional
Fue traído a la Argentina muy chico y como era aficionado a la música pronto aprendió a diversos instrumentos y fue así que a los diez años, ya tocaba en fiestas y bailes familiares en Campana, provincia de Buenos Aires donde pasó su niñez.
Trabajando de músico hizo giras por otras provincias hasta que se radicó en Rosario, donde debutó como director de su primer conjunto en 1920 en el Café El Guarany. Actuó en cafés, salas de cine y teatros, y en la animación de bailes y, más adelante, también en radio, alcanzando popularidad con su desempeño como compositor y director. En 1925 trabajó con la compañía teatral de José y Eva Franco, primero en el Teatro Olimpo de Rosario y, a continuación, en una gira por Córdoba. En 1927 hizo un paréntesis en su actividad en Rosario cuando viajó a Buenos Aires para volver a trabajar con la compañía de Franco en el Teatro Comedia y, al mismo tiempo, acompañó a Eva Franco que actuaba como cancionista en Radio Fénix, trabajó por Radio Nacional –llamada después, Radio Belgrano- y Radio Mayo y se presentó en un café del barrio de San Cristóbal. Concluida esa labor vuelve a Rosario donde continúa su actividad.

## Labor como compositor
Su primera obra fue el tango Si sabés callate en 1918 y entre la cincuentena de tangos, rancheras, valses, pasodobles, que compuso después, con letras de Francisco Bastardi, Lito Bayardo, Humberto S. Graziano, Santiago París, Gabriel Sigal, se recuerdan especialmente, entre otros, María Cristina con letra de Santiago París, Perfume del recuerdo con letra de Gabriel Sigal, Adiós que te vaya bien con letra de Bastardi, Mala racha -grabada por Ignacio Corsini-, Mamíferos de lujo, Martes 13 con letra de Graziano, Me contaron, Duelo criollo con letra de Bayardo, y Entrá nomás con letra de Bastardi; estas dos últimas composiciones fueron grabadas por Carlos Gardel y difundidas por el cantor en Europa con buena repercusión.
Rezzano falleció en Buenos Aires el 11 de febrero de 1979.